# Кроаты (кавалерия)

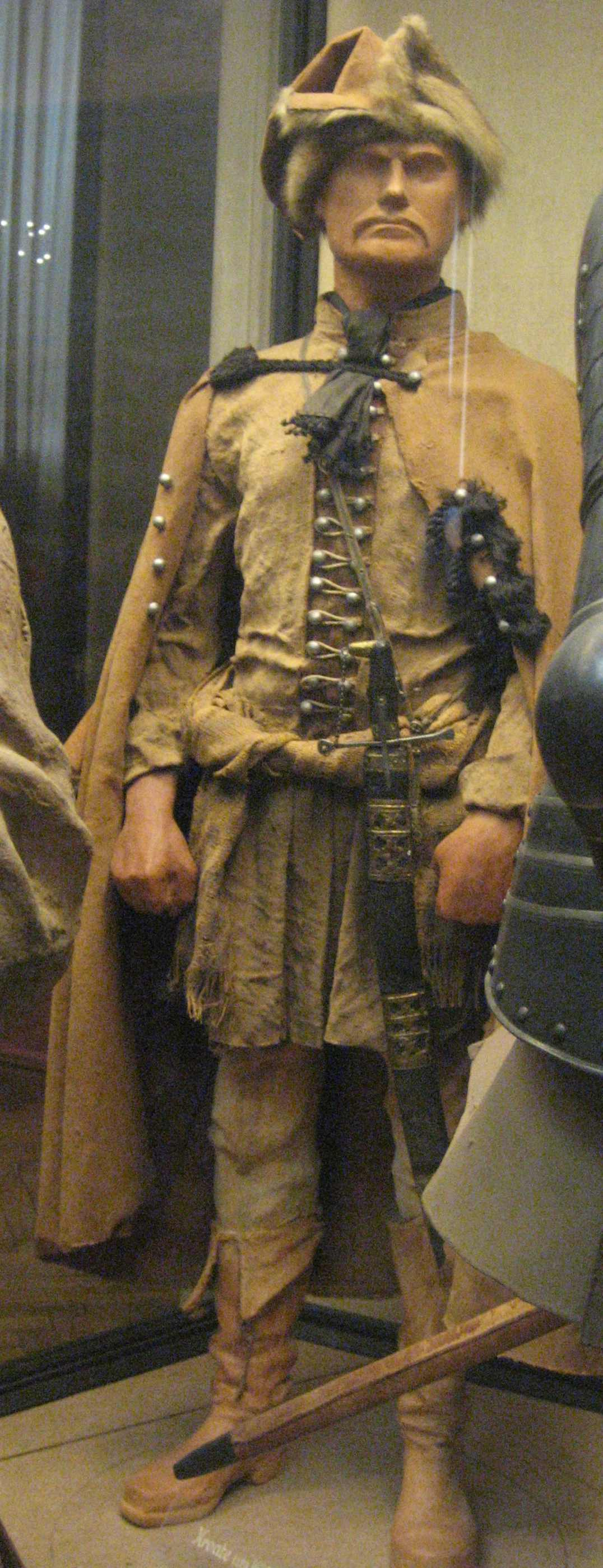
Одежда и снаряжения хорватского кавалериста, времён Тридцатилетней войны.

Кроаты — лёгкая конница Австрии, как и пандуры, относилась к иррегулярным войскам, существовавшая в эпоху Тридцатилетней войны и комплектовавшаяся главным образом из кроатов (хорватов, откуда и пошло их название), в других источниках указано что комплектовались, главным образом, из венгерцев и были лёгкими (конными и пешими) венгерскими войсками.

## История
В 1483 году под Дубицей османские формирования были разбиты Кроатскими войсками, под началом Франжипани.
Кроатские полки существовали до введения гусар и постепенно были заменены последними. В состав кроатских отрядов входило немало представителей славянских народов, преимущественно хорваты. Кроаты проявили поразительную храбрость, но их разбойничество и грабежи сделали их бичами населения. В войсках Валленштейна, Паппенгейма, Пикколомини и Галласа большинство кавалерии состояло из кроатов. Альбрехт фон Валленштейн отзывался о кроатах как о преданных солдатах. В основном, кроаты служили на границах государства. Каждый отряд кроатов насчитывал до 50 человек.